# CD 에브로
CD 에브로(스페인어: Club Deportivo Ebro)는 스페인 아라곤주 사라고사를 연고로 하는 축구단이다. 1942년에 창단되었으며, 테르세라 페데라시온에 참가하고 있다.